# Киселёв, Василий Алексеевич (российский политик)
Василий Алексеевич Киселёв (23 декабря 1945, Шабуры, Кировская область — 29 апреля 2025, Киров, Кировская область) — глава администрации города Кирова — мэр города Кирова (1997—2006). Почётный гражданин Кирова (2018).

## Биография
Родился 23 декабря 1945 года в селе Шабуры Опаринского района Кировской области.
Национальность — русский.
Образование — высшее.
В 1966 году окончил Великоустюгское речное училище им. З. А. Шашкова (филиал Московская государственная академия водного транспорта), в 1973 году — Новосибирский институт инженеров водного транспорта. Специальность по образованию — инженер-судоводитель.
Трудовая деятельность:
04.1966 — 11.1966 — Дублер II штурмана — II пом.механика теплохода «ОТА-869» Тобольской ремонтно-эксплуатационной базы иртышского речного пароходства (Тюменская обл., г. Тобольск).
11.1966 — 01.1967 — Служба в Советской Армии.
01.1967 — 05.1967 — Дублер II штурмана — II пом.механика теплохода «ОТ-810» тобольской ремонтно-эксплуатационной базы Иртышского речного пароходства (Тюменская обл., г. Тобольск).
05.1967 — 05.1975 — I штурман — II пом. механика теплохода «НТ-652» Тобольского судоремонтного завода, капитан — II пом.механика теплохода «НТ-655», I штурман — I пом.механика теплохода «ОТА-882», капитан — II пом.механика теплохода «ОТ-812», капитан — II пом.механика теплохода «ОТ-2030» Иртышского речного пароходства (Тюменская обл., г. Тобольск).
05.1975 — 04.1976 — капитан — II пом.механика теплохода «Водопад» Тобольского техучастка речных путей.
04.1976 — 09.1986 — старший инженер-диспетчер по движению флота службы перевозок, зам.начальника службы портового хозяйства и механизации, начальник службы портового хозяйства и механизации, зам.начальника пароходства по эксплуатации на этой должности был уличен в приписках, «заслужил» критической публикации в газете «Правда» и уголовного преследования.
В феврале 1986 года был осужден к трем годам лишения свободы по статьям 1521 (приписки) и 931 (хищение государственного и общественного имущества, совершенного путем мошеничества группой лиц по предварительному сговору). Лишение свободы было заменено условным осуждением с обязательным привлечением к труду.
09.1986 — 09.1987 — инженер отдела снабжения СМУ ОКСа УВД Архоблисполкома (г. Архангельск).
В августе 1987 года решением Верховного Суда дело Киселёва по статье 93 было прекращено за отсутствием состава преступления, а по ст. 152 наказание принято считать условным.
09.1987 — 11.1988 — капитан-наставник службы безопасности судовождения Северного речного пароходства (г. Архангельск).
11.1988 — 05.1992 — начальник порта Киров Вятского речного пароходства (г. Киров).
В 1990 году был кандидатом в депутаты Съезда народных депутатов РФ, не прошёл во второй тур (победил будущий представитель президента Вениамин Сумароков).
05.1992 — 03.1994 — председатель фонда имущества области Кировского областного Совета народных депутатов (г. Киров). Депутат областного Совета, член умеренно-демократической депутатской группы «Вятский край».
7 марта 1994 года Киселёв постановлением губернатора Десятникова В. А. был отстранен от должности председателя фонда имущества «за однократное грубое нарушение трудовых обязанностей», состоявшем в произвольноми незаконном внесении изменений в план приватизации АО «Кировагрокомплект».
03.1994 — 04.1996 — заместитель директора Кировского филиала международной корпорации «Ариэль» (г. Киров), руководил столярным производством в поселке Оричи.
04.1996 — 07.1996 — генеральный директор Кировского комбината хлебопродуктов (г. Киров).
07.1996 — 12.1996 — заместитель генерального директора по торгово-коммерческой деятельности ОАО «Вятское речное пароходство» (г. Киров).
12.1996 — исполняющий обязанности мэра, назначен губернатором области В. Сергеенковым.
23.03.1997 — мэр города Кирова, «избранный народом».
Умер 29 апреля 2025 года в Кирове в возрасте 79 лет.

## Семья
Был женат, сын, дочь.

## Награды и звания
- Награждён орденом Дружбы народов, тремя орденами русской православной церкви, несколькими медалями, ведомственными наградами.